# Tagapul-an
Tagapul-an ist eine philippinische Stadtgemeinde in der Provinz Samar. Sie hat 8473 Einwohner (Zensus 1. August 2015).

## Baranggays
Tagapul-an ist politisch in 14 Baranggays unterteilt.
- Baguiw
- Balocawe
- Guinbarucan
- Labangbaybay
- Luna
- Mataluto
- Nipa
- Pantalan
- Pulangbato
- San Vicente
- Sugod (Pob.)
- Suarez (Manlangit)
- San Jose (Pob.)
- Trinidad